# Save Me Mr Tako
Save Me Mr Tako est un jeu vidéo d'action et plates-formes développé par  Christophe Galati et édité par Limited Run Games, sorti en 2018 sur Windows, Nintendo Switch puis sur PlayStation 4 et PlayStation 5. Le jeu ressort en 2021 dans une nouvelle édition enrichie distribuée en numérique et en boîte sous le titre Definitive Edition.

## Synopsis
Dans un monde où les poulpes et les humains sont en guerre, un poulpe nommé Tako sauve une femme de la noyade et se voit offrir le pouvoir de vivre sur terre par une fée, à condition de ne jamais ressentir de haine pour un humain.

## Système de jeu
Le joueur contrôle Tako dans des niveaux en 2D vus de profil. Il peut transformer les ennemis en plate-forme en crachant de l'encre sur eux et trouver plus de 50 chapeaux pour changer ses pouvoirs.

## Esthétique
L'esthétique du jeu s'inspire des jeux sur Game Boy.

## Accueil

### Presse
- Famitsu : 30/40[2]
- Nintendo Life : 8/10[3]

### Récompenses
En 2016, lors du Tokyo Game Show, le jeu est listé dans le top 10 des jeux indépendants de Dengeki Online. La même année, il remporte le deuxième prix du jury lors du Stunfest.
En 2022, Save Me Mr Tako: Definitive Edition est nommé au Pégase du meilleur premier jeu.